# Ericus Svenonis Roslagius
Ericus Svenonis Roslagius, född 1558 i Länna socken, Uppland, död 1 oktober 1628 i Hedemora socken, var en svensk präst och riksdagsledamot.

## Biografi
Ericus Svenonis var son till herr Sven, kyrkoherde i Länna socken. Född i ärkestiftet började han sin skolgång i Uppsala, men också utanför sitt hemstift, i Västerås, Örebro, Nyköping och Strängnäs, detta till följd av att föräldrarna avled och han blev mycket fattig. Han studerade sedan vid Uppsala universitet, för Petrus Jonæ och Gadolenus. Medan pesten härjade landet 1581, kunde han finna tillflykt på Haga slott i Enköping hos slottsfrun Cecilia Stenbock. Året därefter prästvigdes han. Det dröjde inte länge förrän han fick tjänst som kapellan hos biskopen i Västerås stift, Petrus Benedicti Ölandus, vilken våldsamt försökte tvinga Ericus att anta Johan III:s liturgi. Ericus lyckades fly till Tyskland, och fortsatte där sina studier. När han återvände till Sverige utnämndes han till Johan III:s hovpredikant. Ericus hade utnämningen till trots blivit omtalad för sitt motstånd till Johan III:s liturgi, och hans tid vid hovet blev inte långvarig. Efter en tid vid skolan i Hedemora utnämndes han 1592 av hertig Karl till kyrkoherde i Hedemora socken och blev inom ett år kontraktsprost. Han, och därmed hans änka, fick personliga privilegier på Vibberboda av Gustav II Adolf och drottning Kristina.
Ericus utgav några religiösa skrifter, däribland Tidsfördrif om Juletid och En liten Tröstebok emot den timliga döden.
Han var en av undertecknarna till beslutet från Uppsala möte, och var undertecknare vid riksdagen 1594.
Ericus första hustru Ingrid var dotter till hans företrädare i Hedemora, Valerianus Laurentii Cuprimontanus, och hans andra hustru Anna Bagge dömdes vara så okysk att konsistoriet uppmanade honom att aga henne.